# Transumpt
Transumpt (łac. transumptum) – uwierzytelniona kopia oryginalnego dokumentu, stanowiąca jego zastępstwo w czynnościach prawnych.